# Крутов Володимир Євгенович
Володимир Євгенович Крутов (1 червня 1960, Москва, РРФСР, СРСР — 6 червня 2012, Москва, Росія) — радянський і російський хокеїст. Заслужений майстер спорту СРСР (1981). Нападник. Гравець легендарної хокейної «п'ятірки» 1980-х років радянського хокею Макаров-Ларіонов-Крутов-Фетисов-Касатонов.

## Кар'єра
- ЦСКА, 1979-89. У чемпіонатах СРСР — 439 матчів, 288 голів.
- Ванкувер Кенакс (НХЛ), 1989-91. У чемпіонаті НХЛ — 61 матч, 11 голів.
- ХК Цюрих, Швейцарія, 1991-92
- Естерсунд ІК, Швеція, 1992-95
- Брунфло ІК, Швеція, 1995-96

## Досягнення
- Чемпіон Олімпійських ігор 1984 і 1988.
- Срібний призер ЗОІ-80.
- Чемпіон світу 1981, 1982, 1983, 1986, 1989, 1990
- Другий призер ЧС 1987
- Третій призер ЧС 1985.
- У турнірах ЗОІ і ЧС — 90 матчів, 59 голів.
- Чемпіон СРСР 1979, 1980, 1981, 1982, 1983, 1984, 1985, 1986, 1987, 1988, 1989
- Володар Кубка СРСР 1979, 1988
- Володар Кубка Канади 1981
- Фіналіст Кубка Канади 1987
- Учасник Кубка Канади 1984. У турнірах Кубка Канади — 22 матчі, 14 шайб.

## Нагороди
Нагороджений орденами Трудового Червоного Прапора (1988), «Дружби народів» (1982), медаллю «За трудову відзнаку» (1980), медаллю «За бездоганну службу» III ступеня (1989)